# جيك وودز
جيك وودز (بالإنجليزية: Jake Woods)‏ هو لاعب كرة قاعدة أمريكي، ولد في 3 سبتمبر 1981 في فريسنو في الولايات المتحدة.

## وصلات خارجية
- جيك وودز على موقعبيزبول رفرنس.كوم (الدوري الرئيسي) (الإنجليزية)
- جيك وودز على موقعبيزبول رفرنس.كوم (الدوري الثانوي) (الإنجليزية)
- جيك وودز على موقع إي إس بي إن.كوم (أم.أل.بي) (الإنجليزية)